# فلوريان ليتشنر
فلوريان ليتشنر (بالألمانية: Florian Lechner)‏ (3 مارس 1981 بإلفانغن في ألمانيا - ) هو لاعب كرة قدم ألماني في مركز الدفاع. لعب مع نادي سانت باولي ونادي شتوتغارت ونادي كارلسروه ونيو إنجلاند ريفولوشن وفي إف بي شتوتغارت الثاني.

## روابط خارجية
- فلوريان ليتشنر على موقع الدوري الأمريكي (الإنجليزية)
- فلوريان ليتشنر على موقع قاعدة بيانات كرة القدم.إي يو (الإنجليزية)
- فلوريان ليتشنر على موقع بيانات كرة القدم. دي إي (الألمانية)
- فلوريان ليتشنر على موقع عالم كرة القدم.نت (الإنجليزية)